# Eparquia uniata de Vladimir e Brest
Eparquia de Vladimir–Brest, também Vladimir e Brest dos Rutenos, foi uma eparquia da Igreja uniata rutena de 1596 até 1795. Estava situada na Comunidade Polaco-Lituana. A eparquia era parte da Metrópole de Kiev, Galícia e Toda a Rutênia, sufragânea da arquieparquia de Polatsk.

## História
Foi estabelecida em 1596, como resultado da União de Berestia. Após as partições da Polônia, o território da eparquia foi absorvido pelo Czarado da Rússia. Consequentemente, foi extinta em 1795. Foi parcialmente restabelecida em 1798 quando a Eparquia de Brest foi erigida em 12 de outubro de 1798 no Império Russo. Josafá Bulgak foi nomeado o primeiro eparca. Esta eparquia também foi suprimida trinta anos depois, em 4 de maio de 1828.